# Michał Murkociński
Michał Murkociński (ur. 1964 w Krakowie) – polski urzędnik służby cywilnej, dyplomata, orientalista. Ambasador w Syrii (2008–2012), dwukrotnie w Egipcie (2014–2018; od 2025) i w Sudanie (2019–2024).

## Życiorys
W 1990 ukończył pod kierunkiem Marii Kowalskiej studia arabistyczne na Uniwersytecie Jagiellońskim, w Instytucie Filologii Orientalnej. Odbył stypendia w Damaszku, Kairze oraz na Uniwersytecie Stanforda. Na początku lat 90. pracował jako lektor języka arabskiego. W 1991 uzyskał uprawnienia tłumacza przysięgłego z arabskiego.
W 1991 (albo 1993) rozpoczął pracę w Ministerstwie Spraw Zagranicznych. W latach 1993–1994 odbywał staż w ambasadzie w Kairze. Następnie pracował w centrali MSZ. W latach 1996–2001 był I sekretarzem w ambasadzie w Damaszku. W latach 2004–2006 pracował na placówce w Bejrucie, od grudnia 2006 jako chargé d’affaires w czasie wojny libańskiej. W latach 2006–2008 był dyrektorem Departamentu Afryki i Bliskiego Wschodu MSZ. Od sierpnia 2008 do 28 sierpnia 2012 był ambasadorem w Syryjskiej Republice Arabskiej, placówkę zamykał z powodu wybuchu wojny domowej. Od 2010 posiada tytuł ambasadora tytularnego. W latach 2012–2014 pracował jako zastępca dyrektora Departamentu Afryki i Bliskiego Wschodu. Od 2014 do 2018 reprezentował Polskę jako ambasador w Egipcie, akredytowany także na Sudan i Erytreę oraz przy Lidze Państw Arabskich. Od 2018 był naczelnikiem Wydziału Zatoki Perskiej w Departamencie Afryki i Bliskiego Wschodu MSZ. 29 marca 2019 otrzymał nominację na ambasadora w Sudanie, najpierw wizytującego, a od 2022 rezydującego w Chartumie. Od września 2023 przebywał w Kairze.   W marcu 2025 objął kierownictwo Ambasady RP w Kairze, początkowo jako chargé d’affaires, a od kwietnia 2025 jako ambasador akredytowany także w Erytrei.
Autor kilku publikacji poświęconych dialektowi syryjsko-palestyńskiemu języka arabskiego, m.in. Polsko-arabskiego słownika frazeologicznyego dialektu syryjskiego.
Biegle włada językiem arabskim i angielskim. Posiada również dobrą znajomość języków: francuskiego i rosyjskiego.
Jest żonaty z Joanną Murkocińską, doktor arabistyki. Mają dwóch synów.